# As December Falls
As December Falls ist eine englische Rock-Band aus Nottingham.

## Geschichte
Ende 2014 stellte der Bassist Timmy Francis aus befreundeten Musikern eine Pop-Punk-Band zusammen. Im Dezember des Jahres stand die Besetzung mit der Sängerin Bethany Curtis, den Gitarristen Ande Hunter und Will Brown sowie dem Schlagzeuger Lukas James. Als sich die vier Musiker erstmals gemeinsam in einem Raum befanden nahm die Band ihre erste EP A Home Inside Your Head auf. Zwei Jahre später folgte die zweite EP When You Figure Out You’re Wrong, Get Back to Me, ehe 2017 das Livealbum Live at Rescue Rooms erschien. Am 8. Februar 2019 erschien das selbst betitelte und von Arthur Walwin produzierte Debütalbum über das bandeigene Label ADF Records.
Am 6. August 2021 erschien das zweite Studioalbum Happier, welches von John Mitchell produziert wurde. Sängerin Bethany Curtis und Gitarrist Ande Hunter hatten zwischenzeitlich geheiratet, während Will Brown die Band verließ. Ein Jahr später nahm die Band am Slam Dunk Festival teil und spielte eine Europatournee mit der Vorband Cadet Carter sowie eine weitere Europatour im Vorprogramm von Bowling for Soup. 2023 spielten As December Falls auf dem Download-Festival, bevor am 21. Juli 2023 das dritte Album Join the Club erschien. Das von Alex Copp produzierte Album erreichte Platz elf der britischen Albumcharts. Nach der Veröffentlichung des Albums verließ Schlagzeuger Lukas James die Band und wurde durch Kieran Hagarty ersetzt. 
2024 spielte die Band auf den Festivals Full Force und Slam Dunk und veröffentlichte ihr zweites Livealbum The Live Album. Am 15. August 2025 erschien ihr viertes Studioalbum Everything’s on Fire but I’m Fine, welches erneut von Alex Copp produziert wurde.

## Stil
Als Haupteinflüsse nennen As December Falls Bands wie Against the Current, Paramore und Fall Out Boy. Den Klang der Band beschreiben die Musiker, als wenn Ariana Grande von einer kraftvollen Rockband unterstützt werde. Sam Law vom britischen Magazin Kerrang empfahl das Album Join the Club für Fans von We Are the In Crowd, Paramore und Tonight Alive.

## Diskografie
Studioalben

| Jahr | Titel Musiklabel                              | Höchstplatzierung, Gesamtwochen, AuszeichnungChartsChartplatzierungen (Jahr, Titel, Musiklabel, Platzierungen, Wochen, Auszeichnungen, Anmerkungen) | Anmerkungen                           |
| Jahr | Titel Musiklabel                              | UK | Anmerkungen                           |
| ---- | --------------------------------------------- | --- | ------------------------------------- |
| 2019 | As December Falls ADF Records                 | — | Erstveröffentlichung: 8. Februar 2019 |
| 2021 | Happier ADF Records                           | — | Erstveröffentlichung: 6. August 2021  |
| 2023 | Join the Club ADF Records                     | UK11 (1 Wo.)UK | Erstveröffentlichung: 21. Juli 2023   |
| 2025 | Everything’s on Fire but I’m Fine ADF Records | — | Erstveröffentlichung: 15. August 2025 |

Livealben
- 2017: Live at Rescue Rooms
- 2024: The Live Album

EPs
- 2014: A Home Inside Your Head
- 2016: When You Figure Out You’re Wrong, Get Back to Me

## Musikpreise
| Jahr | Kategorie                   | für               | Resultat |
| ---- | --------------------------- | ----------------- | -------- |
| 2023 | Best UK Breakthrough Artist | As December Falls | Gewonnen |